# Ju Shou
Ju Shou (? - novembre 200) était l'un des conseillers de Yuan Shao qu'il rejoignis en 191 lors de la capitulation de Han Fu,   pendant la période des trois royaumes.
Ju Shou était considéré comme l'un des plus brillants conseillers de Yuan Shao, qui l'ignorait la plupart du temps. Un jour, Ju Shou ainsi que Tian Feng conseillèrent Yuan Shao d'attaquer Cao Cao, mais Yuan Shao ne l'écouta pas.
Plus tard, Yuan Shao partit lui-même à la tête de sa puissante armée de 700 000 hommes pour attaquer Cao Cao et les deux armées se croisèrent à Guan Du. Ju Shou conseilla à Yuan Shao de ne pas être trop confiant, de s'arrêter, et de bien préparer un plan avant d'attaquer. Yuan Shao se mit en colère et enferma Ju Shou, ce qui affecta le moral de l'armée.
Yuan Shao choisit l'alcoolique Chunyu Qiong pour garder le camp de ravitaillement de Wu Chao. Ju Shou savait que Chunyu Qiongg était incapable de prendre la responsabilité d'une mission aussi importante que de garder un camp de ravitaillement et il conseilla à Yuan Shao de nommer quelqu'un d'autre à la place. Yuan Shao était persuadé que cet homme qui le servait depuis longtemps avait les épaules pour cela et ignora le conseil de Ju Shou.
Comme Ju Shou l'avait prédit, l'armée de Yuan Shao subit une cuisante défaite à la bataille de Guan Du. Le camp de ravitaillement de Wu Chao fut brûlé par les forces de Cao Cao. Yuan Shao réussit malgré tout à s'enfuir à He Bei avec Yuan Tan. Ju Shou est capturé par Cao Cao qui pense employer ses talents à son bénéfice, mais Ju Shou fait remarquer que Yuan Shao tient sa famille en otage et demande à Cao Cao que celui l'exécute.